# Centaurea raphanina subsp. raphanina
Centaurea raphanina subsp. raphanina ist eine Unterart der Pflanzenart Centaurea raphanina aus der Gattung Centaurea.

## Merkmale
Centaurea raphanina subsp. raphanina ist ein ausdauernder Rosetten-Hemikryptophyt, der Wuchshöhen von 3 bis 5, selten bis 20 Zentimeter erreicht. Der Wurzelstock ist verdickt. Die Blätter sind in einer grundständigen Rosette angeordnet, unterbrochen leierförmig-fiederspaltig mit großem Endabschnitt, ganzrandig, rauflaumig matt und verkahlen manchmal. Die zu zweit bis viert angeordneten Köpfchen haben einen Durchmesser von 12 bis 20 Millimetern. Die Blüten sind rosa oder purpurn gefärbt. Die Randblüten strahlen kaum. Das Anhängsel ist eine Stachelspitze oder ein kurzer Dorn. Es ist 1 bis 6 Millimeter lang, halbmondförmig oder dreieckig und ganzrandig oder besitzt beidseitig wenige Wimpern oder Dörnchen von 0,5 bis 2 Millimetern Länge.
Die Blütezeit reicht von April bis Juli.
Die Chromosomenzahl von Centaurea raphanina ist 2n = 20.

## Vorkommen
Centaurea raphanina subsp. raphanina kommt im Süden der Kardägäis vor. Die Unterart wächst in Phrygana, Kalkfelsspalten und auf Sandküsten. Auf Kreta ist sie in Höhenlagen von 0 bis 2000, selten bis 2300 Meter zu finden.

## Systematik
Zu Centaurea raphanina gehören als Unterarten:
- Centaurea raphanina subsp. raphanina: Sie kommt in Griechenland und in Kreta vor.[3]
- Centaurea raphanina subsp. mixta (DC.) Runemark: Sie kommt in Griechenland und in der Ägäis, aber nicht in Kreta vor.[3]
- Centaurea raphanina subsp. saxatilis (K. Koch) Greuter: Sie kommt in Kreta vor.[3]

## Belege
1. 1 2 3 4  Ralf Jahn, Peter Schönfelder: Exkursionsflora für Kreta. Mit Beiträgen von Alfred Mayer und Martin Scheuerer. Eugen Ulmer, Stuttgart (Hohenheim) 1995, ISBN 3-8001-3478-0, S. 328.
2. ↑  Centaurea raphanina bei Tropicos.org. In: IPCN Chromosome Reports. Missouri Botanical Garden, St. Louis
3. 1 2 3 4  Werner Greuter (2006+): Compositae (pro parte majore). – In: W. Greuter & E. von Raab-Straube (Hrsg.): Compositae. Euro+Med Plantbase - the information resource for Euro-Mediterranean plant diversity. Datenblatt Centaurea raphanina In: Euro+Med Plantbase - the information resource for Euro-Mediterranean plant diversity.